# Dowarabazar
Dowarabazar är ett underdistrikt i Bangladesh. Det ligger i den nordöstra delen av landet, 190 km nordost om huvudstaden Dhaka.
Omgivningarna runt Dowarabazar är en mosaik av jordbruksmark och naturlig växtlighet. Runt Dowarabazar är det tätbefolkat, med 683 invånare per kvadratkilometer. Tropiskt monsunklimat råder i trakten. 